# Hogna sanctivincentii
Hogna sanctivincentii este o specie de păianjeni din genul Hogna, familia Lycosidae. A fost descrisă pentru prima dată de Simon, 1897. Conform Catalogue of Life specia Hogna sanctivincentii nu are subspecii cunoscute.